# 山下葉子
山下 葉子（やました ようこ、1971年5月20日 - ）は、日本の女優。本名、徳留 陽子。

## 人物・略歴
東京都出身。身長160cm。B：83、W：57、H：82、S：24.0cm。体重44kg。血液型A型。
趣味はトレッキング、水泳。大妻女子大学短期大学部卒業。
テレビ『坊つちやん』でデビュー。

## 出演

### 映画
- TRUTHS:A STREAM（2000年）主演・橘響子 役
- Summer Nude（2003年）
- 油断大敵（2004年）幸枝 役
- 想色〜オモイ・ノ・イロ〜（2004年）伊藤貴子 役
- 青い車（2004年）三島由子 役
- サンクチュアリ（2005年）準主演・黒木裕子 役
- 動・響・光（2005年）
- Collars（2006年）

### テレビ
- 坊つちやん（NHK）デビュー作
- WANTED・順子（NHK-BS）主演
- 女相撲 終戦ドラマスペシャル（TBS）
- ホテルウーマンスペシャル（フジテレビ）
- 青春の影（1994年、テレビ朝日）
- クレオパトラの夢（テレビ朝日）ナビゲーター
- 金曜エンタテイメント（フジテレビ）
  - お局探偵亜木子&みどりの旅情事件帳軽井沢に消えた女（1997年）星野由香 役
  - デパートガール探偵（2000年）遠藤光子 役
  - 恐妻探偵の事件帖（2000年）橘朝美 役
- 月曜ドラマスペシャル（TBS）
  - 早乙女千春の添乗報告書 「湯布院湯けむりツアー殺人事件」（1998年）高橋恭子 役
  - 盲目主婦・山科冬子（1999年）洋子 役
- アイソトープストーリー 季節が変わる時（2003年、サイエンス・チャンネル）準主演・工藤聡子 役
- アイソトープストーリー 季節が変わる時II（2003年、サイエンス・チャンネル）準主演・工藤聡子 役
- アイソトープストーリー 季節が変わる時III（2003年、サイエンス・チャンネル）準主演・工藤聡子 役

### CM
- リカルデント
- 日本生命保険 生きるチカラEX 〜タイポグラフィー（2002年 - 2003年）
- ポケメロ JOY SOUND（2003年）
- SHOWA お釜にポン（2003年 - 2004年）
- 大王製紙 エリエール イエッサ（2003年）
- National 生ごみ処理機リサイクラー（2004年）
- ハーフセンチュリーモア 企業（2004年）
- 日本マクドナルド ハッピーセット（2005年）
- 公共広告機構（現：ACジャパン） 日本対がん2005キャンペーン（2005年）
- 村上農園 ブロッコリースーパースプラウト（2005年）
- P&G 置き型ファブリーズ（2005年）

### ショートムービー
- 方向音痴の女（2003年）
- 世界で一番身体にいいこと（2006年）

### 舞台
- Winds of god
- Play a song vol.2
- アイアイの眼（主演）
- 私の青空
- サーカスの唄（東京スウィカ）